# Tokarka

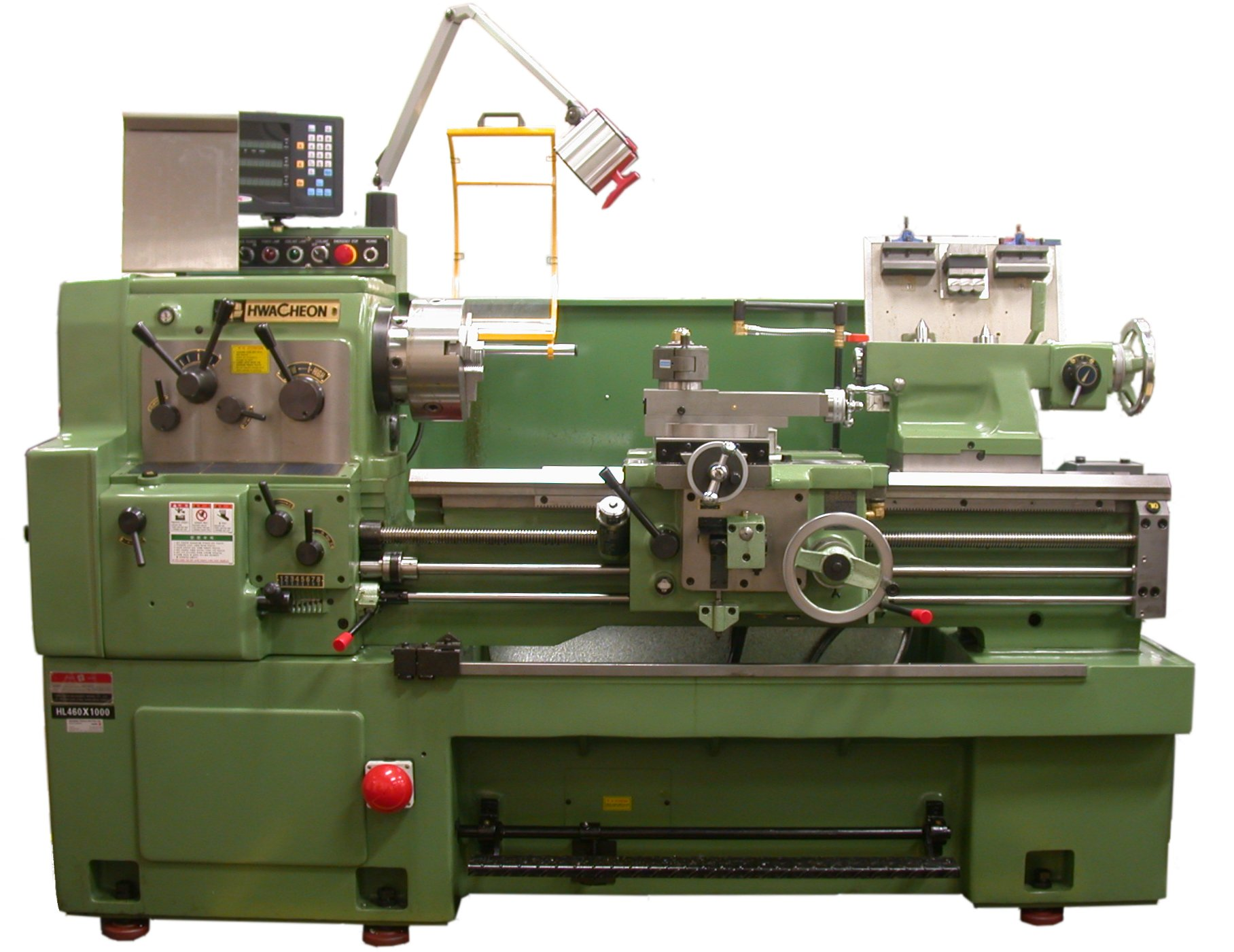
Tokarka uniwersalna

Tokarka – obrabiarka przeznaczona do obróbki skrawaniem przedmiotów najczęściej o powierzchni brył obrotowych (wałki, stożki, kule, gwinty wewnętrzne i zewnętrzne). Narzędziem obróbczym są najczęściej nóż tokarski, wiertło lub narzędzia do gwintowania. Obróbkę na tokarce nazywa się toczeniem. Toczenie wykonuje się poprzez wprawienie obrabianego przedmiotu w ruch obrotowy, a następnie skrawanie jego powierzchni narzędziem obróbczym. Obrabiany przedmiot mocuje się w tym celu w uchwycie bądź w kłach.
Wyposażenie elektroniczne, rozbudowa funkcji oraz sterowanie numeryczne przekształciły konwencjonalną tokarkę w obrabiarkę CNC będącą elementem struktur zintegrowanego wytwarzania CIM.

## Podział tokarek[2]
- kłowe: służą do obróbki przedmiotów, które są przynajmniej sześciokrotnie dłuższe od swojej średnicy; obrabiany element jest umieszczany między wrzecionem a tzw. kłem (poziomą „podpórką” w kształcie stożka, pozwalającą na swobodny obrót). Tokarki kłowe dzieli się na:
  - stołowe – służą do precyzyjnej obróbki małych elementów np. w przemyśle zegarmistrzowskim, optycznym, precyzyjnym i drobnej wytwórczości
  - uniwersalne – używa się ich do obróbki (zgrubnej i precyzyjnej) metalowych przedmiotów i nacinania gwintów
  - produkcyjne – stosowane w mało- i średnioseryjnej produkcji; charakteryzuje je dość duża prędkość i szeroki zakres zastosowań, ale nie da się nimi gwintować
  - wielonożowe – używa się ich do dokładnej obróbki kilkoma nożami jednocześnie
  - ciężkie – służą do wszechstronnej obróbki bardzo dużych przedmiotów (nawet sześćdziesięciotonowych[3]); można na nich: toczyć (zgrubnie), frezować rowki wpustowe i płaszczyzny, nacinać gwinty, wytaczać, wiercić itp.
  - do obróbki gładkościowej – służą do obróbki wykańczającej za pomocą bardzo ostrych noży
  - kopiarki – służą do kopiowania kształtu przedmiotu ze wzornika
- uchwytowe – w których obrabiany element jest trzymany w uchwycie wrzeciona. Dzieli się je na:
  - poziome – automatyczne, mogą obrabiać przedmiot kilkoma narzędziami jednocześnie
  - pionowe – zapewniają lepszy dostęp do obrabianego przedmiotu
- tarczowe – służą do obróbki niskich przedmiotów o dużej średnicy (tarcz, kół)
- karuzelowe – odmiana tokarki tarczowej o pionowej konstrukcji; zapewnia większą: stabilność obrabianego przedmiotu, dokładność i ergonomię
- rewolwerowe – posiadają obrotową głowicę rewolwerową, na której są umieszczone narzędzia w kolejności ich użycia; są szybkie i wydajne
- półautomaty tokarskie – cykl pracy jest zautomatyzowany, ale człowiek musi założyć i zdjąć obrabiany przedmiot
- automaty tokarskie: (jedno- oraz wielowrzecionowe) – nie potrzebują obsługi podczas pracy
- zataczarki – obrabiają zataczane zęby frezowe
- specjalne (branżowe) – ich konstrukcja jest nastawiona na obróbkę części wykorzystywanych w konkretnej gałęzi przemysłu, do której są specjalizowane (np. hutnictwo, przemysł samochodowy)

## Historia tokarki[4]
- pierwsze, prymitywne tokarki powstały prawdopodobnie w Mykenach ok. 1200 r. p.n.e., a na pewno Etruskowie znali je 700 lat p.n.e.
- w średniowieczu powszechnie stosowano tokarki napędzane kołem wodnym
- Leonardo da Vinci zaprojektował (ok. 1485 r.) tokarkę z napędem ręcznym i pierwszą tokarkę do gwintów
- prototyp automatu tokarskiego do kopiowania wynalazł Andriej Nartow w 1712 roku[5]
- w pierwszej połowie XIX w. Henry Maudlay skonstruował pierwszą całkowicie metalową tokarkę
- pierwszy automat tokarski wynalazł C. Spencer w 1870 roku[5].